# Môj pes Killer
Pour plus de détails, voir Fiche technique et Distribution.
Môj pes Killer (titre international : My Dog Killer) est un film dramatique slovaco-tchèque écrit et réalisé par Mira Fornay et sorti en 2013.
Il est sélectionné pour représenter la Slovaquie aux Oscars du cinéma 2014 dans la catégorie meilleur film en langue étrangère.

## Synopsis
Marek, dix-huit ans, n'a pas d'ami à part son chien de garde. Un jour, alors qu'il traîne avec une bande de skinheads, il découvre un terrible secret à propos de son ami.

## Fiche technique
- Titre original : Môj pes Killer (litt. « Mon tueur de chien »)
- Réalisation : Mira Fornay
- Scénario : Mira Fornay
- Photographie : Tomás Sysel
- Pays d’origine : Slovaquie, République tchèque
- Genre : Drame
- Langue : slovaque
- Durée : 90 minutes
- Dates de sortie :
  -  Pays-Bas : 29 janvier 2013 (Festival international du film de Rotterdam)
  -  Slovaquie : février 2013
  -  République tchèque : 11 avril 2013

## Distribution
- Adam Mihál
- Marián Kuruc
- Irena Bendová
- Libor Filo

## Distinctions

### Récompenses
- Festival international du film de Rotterdam 2013 : Tigre d'or

### Nominations et sélections
- AFI Fest 2013
- Festival international du film de Vilnius 2013
- Festival international du film de Karlovy Vary 2013
- Festival international du film de Jérusalem 2013
- Festival international du film de Varsovie 2013
- Festival international du film de Thessalonique 2013
- Festival du film Cinedays 2013